# بوينغ فانتوم راي
طائرة بوينج فانتوم راي (شعاع شبحي) هي نموذج أمريكي لطائرة الشبح من دون طيار القتالية  التي جرى تطويرها من قبل شركة بوينغ باستخدام أموال الشركة. حلقت لأول مرة في نيسان / أبريل 2011 لإجراء رحلات تجريبية تنطوي على الإستقصاء والهجوم البري والتزود الذاتي بالوقود في الجوا. يقول المطورين انها تسطيع نقل 4500 رطل (2,040 كجم) من الحمولة.

## تصميم وتطوير

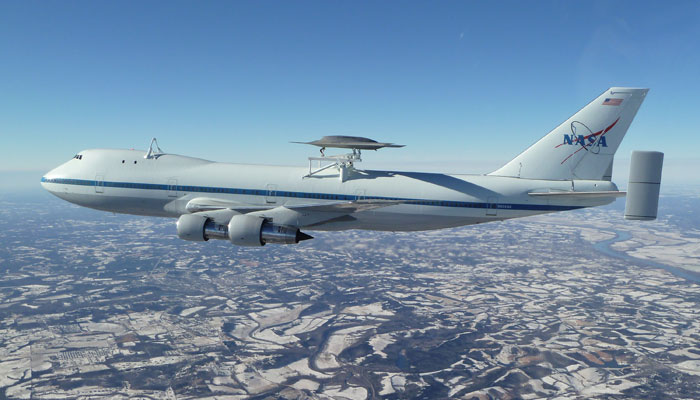
نقل طائرة فانتوم راي طائرة حمل المكوك في ولاية ميسوري في كانون الأول / ديسمبر 2010.

## المواصفات
البيانات من Debut,
الخصائص العامة
- طاقم: None (UCAV)
- طول: 36 قدم (11 م)
- باع الجناح: 50 قدم (15 م)
- وزن الإقلاع الأقصى: 36,500 رطل (16,556 كـغ)
- محركات: 1 × جنرال إلكتريك إف-404  [لغات أخرى]‏-GE-102D

أداء
- سرعة العبور: 614 ميل/س (534 عقدة؛ 988 كم/س) ;
- مدى: 1,500 ميل (1,303 nmi؛ 2,414 كـم) *
- سقف الخدمة: 40,000 قدم (12,192 م) *